# Baranów (powiat kazimierski)
Baranów – wieś w Polsce położona w województwie świętokrzyskim, w powiecie kazimierskim, w gminie Skalbmierz.
W latach 1975–1998 miejscowość należała administracyjnie do województwa kieleckiego.
| SIMC    | Nazwa       | Rodzaj    |
| ------- | ----------- | --------- |
| 0267571 | Getto       | część wsi |
| 0267588 | Podrynek    | część wsi |
| 1016871 | Podsietejów | część wsi |
| 0267594 | Przezdno    | część wsi |
| 0267602 | Rynek       | część wsi |
| 0267619 | Zagóra      | część wsi |